# Ann Kiyomura
Ann Kiyomura-Hayashi (San Mateo, 22 augustus 1955) is een Amerikaans tennisspeelster.

## Loopbaan
In 1972 nam Kiyomura voor het eerst deel aan een grandslamtoernooi, op het US Open, in het vrouwendubbelspel met Laurie Fleming en in het gemengd dubbelspel met Ham Richardson.
In juni 1973 bereikte Kiyomura voor het eerst een finale, op het toernooi van Surrey – zij verloor van de Australische Wendy Turnbull. Enkele weken later versloeg zij Martina Navrátilová op het juniorentoernooi van Wimbledon.
In 1975 won zij samen met haar dubbelspelpartner Kazuko Sawamatsu de dubbelspelfinale van Wimbledon.
In 1976 en 1979 vertegenwoordigde zij de VS bij de Wightman Cup.
In 1981 won Kiyomura haar eerste enkelspeltitel, op het Futures-toernooi in Fort Myers – in de finale versloeg zij landgenote Kathleen Cummings. Later dat jaar volgde een tweede enkelspeltitel, op het WTA-toernooi van Tokio, waar zij in de eindstrijd te sterk was voor de West-Duitse Bettina Bunge.
In het dubbelspel won zij 28 titels, in de periode 1973–1984 (waaronder voornoemd Wimbledon 1975). De tweede keer dat zij een grandslam(dubbelspel)finale bereikte, was op het Australian Open 1980, met landgenote Candy Reynolds aan haar zijde.
Op 21 januari 1984 trad zij in het huwelijk met David Hayashi.

## Resultaten grandslamtoernooien
| Legenda | Legenda                          |
| ------- | -------------------------------- |
| g.t.    | geen toernooi gehouden           |
| l.c.    | lagere categorie                 |
| –       | niet deelgenomen                 |
| G       | uitgeschakeld in de groepsfase   |
| 1R      | uitgeschakeld in de eerste ronde |
| 2R      | uitgeschakeld in de tweede ronde |
| 3R      | uitgeschakeld in de derde ronde  |
| 4R      | uitgeschakeld in de vierde ronde |
| KF      | uitgeschakeld in de kwartfinale  |
| HF      | uitgeschakeld in de halve finale |
| F       | de finale verloren               |
| W       | het toernooi gewonnen            |
| w-v     | winst/verlies-balans             |

### Enkelspel
| toernooi        | 1973 | 1974 | 1975 | 1976 | 1977 | 1977 | 1978 | 1979 | 1980 | 1981 | 1982 | 1983 | 1984 |
| --------------- | ---- | ---- | ---- | ---- | ---- | ---- | ---- | ---- | ---- | ---- | ---- | ---- | ---- |
| Australian Open | –    | 3R   | –    | –    | –    | –    | –    | –    | 1R   | 2R   | 1R   | 1R   | –    |
| Roland Garros   | –    | –    | –    | –    | –    | –    | –    | –    | –    | –    | –    | –    | –    |
| Wimbledon       | 2R   | 3R   | 1R   | 1R   | 3R   | 3R   | 1R   | 1R   | 2R   | 1R   | 1R   | 1R   | 3R   |
| US Open         | 1R   | 3R   | –    | 3R   | 1R   | 1R   | 4R   | 2R   | 1R   | 2R   | 2R   | 2R   | 1R   |

### Vrouwendubbelspel
| toernooi        | 1972 | 1973 | 1974 | 1975 | 1976 | 1977 | 1977 | 1978 | 1979 | 1980 | 1981 | 1982 | 1983 | 1984 |
| --------------- | ---- | ---- | ---- | ---- | ---- | ---- | ---- | ---- | ---- | ---- | ---- | ---- | ---- | ---- |
| Australian Open | –    | –    | KF   | –    | –    | –    | –    | –    | –    | F    | HF   | 1R   | KF   | –    |
| Roland Garros   | –    | –    | –    | –    | –    | –    | –    | –    | –    | –    | –    | –    | 3R   | –    |
| Wimbledon       | –    | 3R   | 3R   | W    | 3R   | 3R   | 3R   | 3R   | KF   | KF   | HF   | 2R   | 3R   | HF   |
| US Open         | 2R   | 2R   | 1R   | 2R   | HF   | 1R   | 1R   | 3R   | 1R   | 3R   | –    | 3R   | 2R   | 3R   |

### Gemengd dubbelspel
| toernooi        | 1972 |      | 1974 | 1975 | 1976 | 1977 | 1977 | 1978 | 1979 | 1980 | 1981 | 1982 | 1983 | w-v |
| --------------- | ---- | ---- | ---- | ---- | ---- | ---- | ---- | ---- | ---- | ---- | ---- | ---- | ---- | --- |
| Australian Open | g.t. | g.t. | g.t. | g.t. | g.t. | g.t. | g.t. | g.t. | g.t. | g.t. | g.t. | g.t. | 0-0  |     |
| Roland Garros   | –    | –    | –    | –    | –    | –    | –    | –    | –    | –    | –    | –    | 0-0  |     |
| Wimbledon       | –    | 3R   | 1R   | 3R   | KF   | KF   | –    | 1R   | KF   | –    | 2R   | 2R   | 12-8 |     |
| US Open         | 2R   | –    | 1R   | KF   | 1R   | 1R   | 1R   | –    | KF   | 2R   | –    | 1R   | 5-8  |     |

## Palmares
| Legenda                |
| ---------------------- |
| Grandslamtoernooi      |
| Olympische Spelen      |
| Year-End Championships |
| Tier I                 |
| Tier II                |
| Tier III               |
| Tier IV & V            |

### WTA-finaleplaatsen enkelspel
| nr.              | finale     | toernooi          | ondergrond    | tegenstandster       | score         |        |
| ---------------- | ---------- | ----------------- | ------------- | -------------------- | ------------- | ------ |
| gewonnen finales |            |                   |               |                      |               |        |
| 1.               | 1981-01-11 | WTA Fort Myers    | hardcourt (i) | Kathleen Cummings    | 6-3, 6-2      | [ 7 ]  |
| 2.               | 1981-09-20 | WTA Tokio         | tapijt (i)    | Bettina Bunge        | 6-4, 7-5      | [ 8 ]  |
| verloren finales |            |                   |               |                      |               |        |
| 1.               | 1973-06-02 | WTA Surbiton      | gras          | Wendy Turnbull       | 2-6, 0-6      | [ 5 ]  |
| 2.               | 1973-12-02 | WTA Sydney        | gravel        | Dianne Fromholtz     | 1-6, 5-7      | [ 10 ] |
| 3.               | 1974-01-13 | WTA Auckland      | gras          | Evonne Goolagong     | 3-6, 1-6      | [ 11 ] |
| 4.               | 1975-11-09 | WTA Japan (Tokio) | tapijt (i)    | Kazuko Sawamatsu     | 2-6, 6-3, 1-6 | [ 12 ] |
| 5.               | 1981-04-05 | WTA Boise         | tapijt (i)    | Claudia Kohde-Kilsch | 6-7, 6-3, 4-6 | [ 13 ] |

### WTA-finaleplaatsen vrouwendubbelspel
| nr.              | finale     | toernooi          | ondergrond    | partner            | tegenstandsters                      | score          |         |
| ---------------- | ---------- | ----------------- | ------------- | ------------------ | ------------------------------------ | -------------- | ------- |
| gewonnen finales |            |                   |               |                    |                                      |                |         |
| 01.              | 1973-06-09 | WTA Chichester    | gras          | Julie Heldman      | Jackie Fayter Peggy Michel           | 7-5, 6-3       | [ 14 ]  |
| 02.              | 1974-01-06 | WTA Sydney        | gras          | Kazuko Sawamatsu   | Janet Fallis Pam Whytcross           | 6-3, 6-3       | [ 15 ]  |
| 03.              | 1974-08-25 | WTA South Orange  | gras          | Pam Teeguarden     | Kathleen Harter Marita Redondo       | 6-2, 6-0       | [ 16 ]  |
| 04.              | 1974-10-13 | WTA Japan (Tokio) | tapijt (i)    | Kazuko Sawamatsu   | Kimiyo Yagahara Janet Young          | 4-6, 6-4, 6-0  | [ 17 ]  |
| 05.              | 1975-07-05 | Wimbledon         | gras          | Kazuko Sawamatsu   | Françoise Dürr Betty Stöve           | 7-5, 1-6, 7-5  | details |
| 06.              | 1975-11-09 | WTA Japan (Tokio) | tapijt (i)    | Kazuko Sawamatsu   | Kayoko Fukuoka Kiyoko Nomura         | 6-2, 6-2       | [ 12 ]  |
| 07.              | 1976-02-22 | WTA Detroit       | tapijt (i)    | Mona Guerrant      | Chris Evert Betty Stöve              | 6-3, 6-4       | [ 18 ]  |
| 08.              | 1976-03-21 | WTA Dallas        | tapijt (i)    | Mona Guerrant      | Marita Redondo Greer Stevens         | 6-3, 4-6, 6-4  | [ 19 ]  |
| 09.              | 1976-03-28 | WTA Boston        | tapijt (i)    | Mona Guerrant      | Rosie Casals Françoise Dürr          | 3-6, 6-1, 7-5  | [ 20 ]  |
| 10.              | 1976-11-28 | WTA Tokio         | tapijt (i)    | Sue Barker         | Rosie Casals Françoise Dürr          | 4-6, 6-3, 6-1  | [ 21 ]  |
| 11.              | 1978-01-29 | WTA Columbus      | tapijt (i)    | Sue Mappin         | Paulina Peled Renée Richards         | 6-2, 6-4       | [ 22 ]  |
| 12.              | 1978-02-05 | WTA Ogden         | hardcourt (i) | Valerie Ziegenfuss | Kathy Kuykendall Kym Ruddell         | 7-5, 6-4       | [ 23 ]  |
| 13.              | 1978-02-19 | WTA Montréal      | hardcourt (i) | Laura duPont       | Mimmi Wikstedt Jane Stratton         | 6-4, 3-6, 6-4  | [ 24 ]  |
| 14.              | 1978-03-25 | WTA Atlanta       |               | Valerie Ziegenfuss | Jane Stratton Mimmi Wikstedt         | 6-3, 6-4       | [ 25 ]  |
| 15.              | 1979-11-25 | WTA Brighton      | tapijt (i)    | Anne Smith         | Laura duPont Ilana Kloss             | 6-2, 6-1       | [ 26 ]  |
| 16.              | 1980-02-17 | WTA Oakland       | tapijt (i)    | Sue Barker         | Greer Stevens Virginia Wade          | 6-0, 6-4       | [ 27 ]  |
| 17.              | 1980-08-03 | WTA San Diego     | hardcourt     | Tracy Austin       | Rosie Casals Wendy Turnbull          | 3-6, 6-4, 6-3  | [ 28 ]  |
| 18.              | 1980-10-05 | WTA Minneapolis   | tapijt (i)    | Candy Reynolds     | Anne Smith Paula Smith               | 6-3, 4-6, 6-1  | [ 29 ]  |
| 19.              | 1981-02-22 | WTA Houston       | tapijt (i)    | Sue Barker         | Regina Maršíková Mary-Lou Piatek     | 5-7, 6-4, 6-3  | [ 30 ]  |
| 20.              | 1981-05-10 | WTA Tokio         | tapijt (i)    | Sue Barker         | Barbara Potter Sharon Walsh          | 7-5, 6-2       | details |
| 21.              | 1981-06-14 | WTA Surbiton      | gras          | Sue Barker         | Billie Jean King Ilana Kloss         | 6-1, 6-7, 6-1  | [ 31 ]  |
| 22.              | 1981-08-16 | WTA Richmond      | tapijt (i)    | Sue Barker         | Kathy Jordan Anne Smith              | 4-6, 6-7, 6-4  | [ 32 ]  |
| 23.              | 1981-11-08 | WTA Hongkong      | gravel        | Sharon Walsh       | Anne Hobbs Susan Leo                 | 6-3, 6-4       | [ 33 ]  |
| 24.              | 1982-01-17 | WTA Cincinnati    | tapijt (i)    | Sue Barker         | Pam Shriver Anne Smith               | 6-2, 7-6       | [ 34 ]  |
| 25.              | 1982-10-17 | WTA Tampa         | hardcourt     | Paula Smith        | Mary-Lou Piatek Wendy White          | 6-2, 6-4       | [ 35 ]  |
| 26.              | 1983-03-06 | WTA Palm Springs  | hardcourt (i) | Kathy Jordan       | Dianne Balestrat Betty Stöve         | 6-2, 6-2       | [ 36 ]  |
| 27.              | 1983-03-20 | WTA Boston        | tapijt (i)    | Jo Durie           | Kathy Jordan Anne Smith              | 6-3, 6-1       | [ 37 ]  |
| 28.              | 1984-03-11 | WTA Tokio         | tapijt (i)    | Pam Shriver        | Barbara Jordan Elizabeth Sayers      | 6-3, 6-7, 6-3  | details |
| verloren finales |            |                   |               |                    |                                      |                |         |
| 01.              | 1973-06-02 | WTA Surbiton      | gras          | Peggy Michel       | Delina Boshoff Ilana Kloss           | 5-7, 2-6       | [ 38 ]  |
| 02.              | 1973-10-27 | WTA Aberavon      | tapijt (i)    | Julie Heldman      | Marita Redondo Virginia Wade         | 6-4, 3-6, 6-7  | [ 39 ]  |
| 03.              | 1973-11-03 | WTA Edinburgh     | tapijt (i)    | Julie Heldman      | Marita Redondo Virginia Wade         | 1-6, 6-2, 4-6  | [ 40 ]  |
| 04.              | 1975-09-19 | WTA Tokio         | tapijt (i)    | Helen Gourlay      | Margaret Court Evonne Goolagong      | 1-6, 5-7       | [ 41 ]  |
| 05.              | 1976-02-29 | WTA Sarasota      | tapijt (i)    | Mona Guerrant      | Martina Navrátilová Betty Stöve      | 1-6, 0-6       | [ 42 ]  |
| 06.              | 1976-04-26 | WTA Tokio         |               | Mona Guerrant      | Billie Jean King Betty Stöve         | 3-6, 2-6       | details |
| 07.              | 1976-12-05 | WTA Sydney        | gras          | Françoise Dürr     | Martina Navrátilová Betty Stöve      | 3-6, 5-7       | [ 43 ]  |
| 08.              | 1977-01-23 | WTA Houston       | tapijt (i)    | Sue Barker         | Martina Navrátilová Betty Stöve      | 6-4, 2-6, 1-6  | [ 44 ]  |
| 09.              | 1977-03-06 | WTA San Francisco | tapijt (i)    | Sue Barker         | Kerry Reid Greer Stevens             | 3-6, 1-6       | [ 45 ]  |
| 10.              | 1978-01-15 | WTA San Carlos    | hardcourt     | Valerie Ziegenfuss | Carrie Meyer Sharon Walsh            | 6-7, 2-6       | [ 46 ]  |
| 11.              | 1978-01-22 | WTA Tucson        | hardcourt     | Valerie Ziegenfuss | Carrie Meyer Sharon Walsh            | 4-6, 6-2, 2-6  | [ 47 ]  |
| 12.              | 1978-02-26 | WTA San Juan      | hardcourt     | Valerie Ziegenfuss | Jane Stratton Mimmi Wikstedt         | 5-7, 6-2, 3-6  | [ 48 ]  |
| 13.              | 1978-03-12 | WTA Fort Myers    | gravel        | Renée Richards     | Chris O'Neil Pam Whytcross           | 3-6, 1-6       | [ 49 ]  |
| 14.              | 1979-02-11 | WTA Seattle       | tapijt (i)    | Sue Barker         | Françoise Dürr Betty Stöve           | 6-7, 6-4, 4-6  | [ 50 ]  |
| 15.              | 1979-02-25 | WTA Detroit       | tapijt (i)    | Sue Barker         | Betty Stöve Wendy Turnbull           | 4-6, 6-7       | [ 51 ]  |
| 16.              | 1979-03-18 | WTA Boston        | tapijt (i)    | Sue Barker         | Kerry Reid Wendy Turnbull            | 4-6, 2-6       | [ 52 ]  |
| 17.              | 1979-03-25 | WTA Championships | tapijt (i)    | Sue Barker         | Françoise Dürr Betty Stöve           | 6-7, 6-7       | [ 53 ]  |
| 18.              | 1979-04-08 | WTA Tokio         | tapijt (i)    | Sue Barker         | Françoise Dürr Betty Stöve           | 5-7, 6-7       | details |
| 19.              | 1979-08-05 | WTA San Diego     | hardcourt     | Betty-Ann Stuart   | Rosie Casals Martina Navrátilová     | 6-3, 4-6, 2-6  | [ 54 ]  |
| 20.              | 1979-09-30 | WTA Atlanta       | tapijt (i)    | Anne Smith         | Betty Stöve Wendy Turnbull           | 2-6, 4-6       | [ 55 ]  |
| 21.              | 1980-01-13 | WTA Cincinnati    | tapijt (i)    | Mima Jaušovec      | Laura duPont Pam Shriver             | 3-6, 3-6       | [ 56 ]  |
| 22.              | 1980-04-09 | WTA Tokio         | tapijt (i)    | Sue Barker         | Billie Jean King Martina Navrátilová | 5-7, 3-6       | details |
| 23.              | 1980-07-20 | WTA Montréal      | hardcourt     | Greer Stevens      | Pam Shriver Anne Smith               | 6-3, 6-6, opg. | [ 57 ]  |
| 24.              | 1980-08-17 | WTA Toronto       | hardcourt     | Betsy Nagelsen     | Andrea Jaeger Regina Maršíková       | 1-6, 3-6       | [ 58 ]  |
| 25.              | 1980-10-12 | WTA Phoenix       | hardcourt     | Candy Reynolds     | Pam Shriver Paula Smith              | 0-6, 4-6       | [ 59 ]  |
| 26.              | 1980-11-30 | Australian Open   | gras          | Candy Reynolds     | Betsy Nagelsen Martina Navrátilová   | 4-6, 4-6       | details |
| 27.              | 1981-03-01 | WTA Seattle       | tapijt (i)    | Sue Barker         | Rosie Casals Wendy Turnbull          | 1-6, 4-6       | [ 60 ]  |
| 28.              | 1983-10-23 | WTA Brighton      | tapijt (i)    | Jo Durie           | Chris Evert Pam Shriver              | 5-7, 4-6       | [ 61 ]  |
| 29.              | 1984-02-26 | WTA East Hanover  | tapijt (i)    | Jo Durie           | Martina Navrátilová Pam Shriver      | 4-6, 3-6       | [ 62 ]  |
| 30.              | 1984-03-04 | WTA Championships | tapijt (i)    | Jo Durie           | Martina Navrátilová Pam Shriver      | 3-6, 1-6       | [ 63 ]  |
| 31.              | 1984-06-23 | WTA Eastbourne    | gras          | Jo Durie           | Martina Navrátilová Pam Shriver      | 4-6, 2-6       | [ 64 ]  |
| 32.              | 1984-08-19 | WTA Mahwah        | hardcourt     | Jo Durie           | Martina Navrátilová Pam Shriver      | 6-7, 6-3, 2-6  | [ 65 ]  |